# Gioele Dix
Gioele Dix, pseudonimo di David Ottolenghi (Milano, 3 gennaio 1956), è un attore, comico, cabarettista, drammaturgo, doppiatore, regista teatrale e scrittore italiano.

## Biografia
David Ottolenghi è nato da una famiglia ebraica. Dopo aver conseguito la maturità classica, muove i primi passi nel teatro alla fine degli anni settanta, promuovendo e animando la cooperativa milanese del Teatro degli Eguali. Fra i numerosi allestimenti teatrali a cui partecipa: Sogno di una notte di mezza estate, musical rock da Shakespeare, per la regia di Gabriele Salvatores, Un marziano a Roma di Ennio Flaiano, per la regia di Antonio Salines, e due allestimenti molièriani, Il malato immaginario e Il Tartufo, accanto a Franco Parenti.
Deciso a intraprendere la carriera di solista comico, si esibisce al Derby Club e allo Zelig, storici cabaret milanesi. Il nome d'arte Gioele Dix nasce nel 1987, dopo un provino allo Zelig con Gino e Michele e Giancarlo Bozzo; «fin da ragazzino sognavo un nome con la x, che non fosse Bettino Craxi, Tom Mix, Otto Dix. Gioele è il nome di un profeta della Bibbia, omaggio alla mia identità ebraica». Raggiunge la popolarità nel 1988 nel varietà televisivo Cocco di Rai 2 con il personaggio dell'automobilista incazzato.
Negli anni novanta si afferma come attore ed autore di teatro con Mai a stomaco vuoto (1990), Antologia di Edipo (1991), Anna, con le sonorizzazioni di Hubert Westkemper e le musiche di Mario Guarnera (1992), Sto ristrutturando (1993), Questa estate (1994), La mia patente non scade mai (1988) e Mi sembra che andiamo bene (1997). In questi anni si afferma anche come attore televisivo con Tre passi nel delitto (Rai 2, 1993), Olimpo Lupo - Cronista di nera (Canale 5, 1995), Uno di noi (Rai 1, 1996) fino alle apparizioni in Mai dire gol, con Claudio Bisio della Gialappa's Band (1997-2001), con l'imitazione di Alberto Tomba.
Agli inizi degli anni 2000 è stato protagonista di vari impegni cinematografici e televisivi, fra cui i film: Se fossi in te, nel 2004 Ora e per sempre, al fianco di Giorgio Albertazzi, e nel 2007 Tutti i rumori del mondo. Tra i molti spettacoli teatrali di questo periodo: Cuori pazzi di Francesco Tullio Altan (2000), Il libertino di Éric-Emmanuel Schmitt, insieme a Ottavia Piccolo (2001), in cui è il primo uomo italiano a recitare in teatro nudo integralmente, Corto Maltese, da testi di Hugo Pratt, con musiche di Paolo Conte. Nel 2003 torna sulla scena con Edipo.com, con la regia di Sergio Fantoni (2003), La Bibbia ha quasi sempre ragione, con Cesare Picco al pianoforte (2004), pièce che tendono ad accentuare la dimensione del racconto, sfruttando le sue naturali doti di affabulatore.
Nel 2007 entra come comico nel cast di Zelig con il suo personaggio dell’”automobilista incazzato”. Nel 2008 è in scena con gli spettacoli Tutta colpa di Garibaldi, con testi di Gioele Dix, Sergio Fantoni e Nicola Fano, per la regia di Sergio Fantoni e successivamente Dixplay di Gioele Dix, con la partecipazione di Bebo Best Baldan e la regia di Giancarlo Bozzo. Sempre nel 2008 partecipa all'edizione di Zelig di quell'anno.
Nel 2009 realizza la sua prima regia teatrale per il gruppo degli Oblivion firmando lo spettacolo Oblivion Show, che girerà l'Italia per due stagioni. Segue nel 2011 il loro secondo spettacolo Oblivion Show 2.0 il sussidiario. In questi anni crescente è il suo impegno nella regia, in particolare di spettacoli con comici protagonisti: firma la regia di Sogno di una notte di mezza estate, prodotto dal Festival Shakespeariano di Verona, dello show antologico Facciamo che io ero io, con Maurizio Lastrico, fino all'adattamento del norvegese Matti da slegare, per la coppia Enzo Iacchetti-Giobbe Covatta e al successivo Fuga da via Pigafetta, con Paolo Hendel.
Dal 2009 al 2014 e nel 2016 continua a partecipare a Zelig in onda su Canale 5. Nel 2013 è nel cast di Pazze di me, regia di Fausto Brizzi; sempre nello stesso anno partecipa a Vinodentro, con la regia di Ferdinando Vicentini Orgnani. Nel 2014 è nel cast di Confusi e felici, regia di Massimiliano Bruno. Partecipa anche a diverse serie TV tra cui: Il giudice meschino, regia Carlo Carlei (2014), Anna e Yusef, regia Cinzia TH Torrini, (2015), Io ci sono, regia di Luciano Manuzzi, insieme a Cristiana Capotondi. La serie TV narra la storia realmente accaduta dell'avvocato pesarese Lucia Annibali il cui viso venne deturpato da sostanze acide in seguito a un'aggressione sul pianerottolo di casa propria.
Dal 2014 al 2017 è protagonista di un format di grande successo presso il Teatro Franco Parenti: Giovedix letterari, un percorso dedicato alle letterature che lo hanno influenzato e appassionato, leggendo, commentando e stimolando curiosità, riflessioni, connessioni. Nel 2015 e per le due stagioni successive è in scena con Il malato immaginario di Molière, regia di Andrée Ruth Shammah, nel ruolo del protagonista. Nel 2016 e nel 2017 porta in scena Vorrei essere figlio di un uomo felice di e con Gioele Dix, in cui narra l'odissea del figlio di Ulisse, ovvero come crescere con un padre lontano. Un approfondimento alla sua maniera di una vicenda letteraria e umana fitta di simboli, creando un recital vivace e documentato, fra suggestioni colte, rimandi alla contemporaneità e affondi di feroce ironia.
Sempre nel 2017 partecipa inoltre come ospite a un episodio di Camera Café, ed è nel cast della serie TV Sotto copertura, episodio 2x07. Nel film di Luca Miniero Sono tornato, uscito nel febbraio 2018, è nel cast insieme a Massimo Popolizio, Stefania Rocca e Frank Matano. Nel novembre del 2021 torna ad esibirsi a Zelig con il suo personaggio.

## Filmografia

### Cinema

Dix in Tutti gli uomini del deficiente (1999)

- Tracce di vita amorosa, regia di Peter Del Monte (1990)
- Per non dimenticare, regia di Massimo Martelli (1992)
- Bidoni, regia di Felice Farina (1995)
- Tutti gli uomini del deficiente, regia di Paolo Costella (1999)
- Se fossi in te, regia di Giulio Manfredonia (2001)
- Ora e per sempre, regia di Vincenzo Verdecchi (2004)
- A voce alta, regia di Vincenzo Verdecchi (2006)
- Pazze di me, regia di Fausto Brizzi (2013)
- Vinodentro, regia di Ferdinando Vicentini Orgnani (2013)
- Confusi e felici, regia di Massimiliano Bruno (2014)
- Sono tornato, regia di Luca Miniero (2018)
- Bene ma non benissimo, regia di Francesco Mandelli (2018)
- Lei mi parla ancora, regia di Pupi Avati (2021)
- Non tutto è perduto, regia di Francesco Bellomo (2023)
- Sei fratelli, regia di Simone Godano (2024)

### Televisione
- Tre passi nel delitto, regia di Fabrizio Laurenti – miniserie TV (1993)
- Olimpo Lupo - Cronista di nera, regia di Fabrizio Laurenti – film TV (1995)
- Uno di noi – serie TV (1996)
- Mai dire Gol – varietà (Italia 1, 1997-2001)
- Marcinelle, regia di Andrea e Antonio Frazzi – miniserie TV (2003)
- Ricomincio da me, regia di Rossella Izzo – miniserie TV (2005)
- A voce alta, regia di Vincenzo Verdecchi – miniserie TV (2006)
- Tutti i rumori del mondo, regia di Tiziana Aristarco – film TV (2007)
- Crimini – serie TV, episodio 1x08 (2007)
- Zelig – varietà (Canale 5, 2007-2016)
- Il giudice meschino, regia Carlo Carlei – miniserie TV (2014)
- Anna e Yusef, regia Cinzia TH Torrini – miniserie TV (2015)
- Io ci sono, regia di Luciano Manuzzi – miniserie TV (2016)
- Camera Café – sitcom (2017)
- Sotto copertura - La cattura di Zagaria – serie TV, episodio 2x07 (2017)
- Piazza Fontana: I funerali che salvarono la democrazia – documentario (2019)
- Mussolini ha fatto anche cose buone? – documentario (2022)
- Libera – serie TV (2024)

## Teatro
- La mia patente non scade mai, regia di Gioele Dix (1988-1989)
- Mai a stomaco vuoto, regia di Gioele Dix (1990)
- Antologia di Edipo, regia di Gioele Dix (1991-1992)
- Anna, regia di Gioele Dix (1992-1993)
- Sto ristrutturando, regia di Gioele Dix (1993-1994)
- Questa estate, regia di Gioele Dix (1994)
- Cinque Dix, regia di Gioele Dix (1995)
- Mi sembra che andiamo bene, regia di Gioele Dix (1997-1998)
- L'uomo degli appuntamenti, regia di Gioele Dix (1998)
- Recital, regia di Gioele Dix (1999)
- Agamennone, regia di Giorgio Gallione (2000)
- Cuori pazzi, regia di Giorgio Gallione (2000-2001)
- Il Libertino, regia di Sergio Fantoni (2001-2002)
- Mappa del nuovo mondo, lettura delle liriche di Derek Walcott, regia di Piero Maccarinelli (2002)
- A posto così, regia di Gioele Dix (2002)
- Corto Maltese, regia di Giorgio Gallione (2003-2004)
- Edipo.com, regia di Sergio Fantoni (2003-2004-2005)
- La Bibbia ha (quasi) sempre ragione, regia di Andrée Ruth Shammah (2003-2007)
- Grand Tour, cronache di viaggiatori illustri, regia di Gioele Dix (2004)
- Amore a prima vista, letture delle poesie di regia di Wislawa Szimborska (2004)
- I ragazzi hanno orecchie, interpretazione delle fiabe di Fernand Deligny, regia di Gioele Dix (2005)
- Meglio il nuovo oggi (L'innovazione fa spettacolo), regia di Serena Sinigaglia (2006)
- Tutta colpa di Garibaldi, regia di Sergio Fantoni (2008)
- Dixplay, regia di Giancarlo Bozzo (2008-2011) (Comedy Central, 2008-2011)
- Dix count, regia di Giancarlo Bozzo (2009)
- Regia di Oblivion Show, con gli Oblivion (2009-2011)
- Sogno di una notte di mezza estate, regia di Gioele Dix (2011-2012)
- Regia di Oblivion Show 2.0 il sussidiario, con gli Oblivion (2011-2013)
- Nascosto dove c'è più luce, scritto e diretto da Gioele Dix (2011-2014)
- Onderòd, scritto e diretto da Gioele Dix (2012-2022)
- Regia Facciamo che io ero io di e con Maurizio Lastrico (2014)
- Giovedix, giovedì letterari, Teatro Franco Parenti (2014-2017)
- Il malato immaginario di Molière regia di Andrée Ruth Shammah (2015-2016-2017-2018)
- Riduzione e regia Matti da slegare di Axel Hellstenius con Giobbe Covatta e Enzo Iacchetti (2016-2017)
- Vorrei essere figlio di un uomo felice di e con Gioele Dix (2016-2022)
- Fuga da via Pigafetta di Gioele Dix, Paolo Hendel e Marco Vicari, regia di Gioele Dix, con Paolo Hendel (2017)
- Cita a Ciegas di Mario Diament, regia di Andrée Ruth Shammah, Teatro Franco Parenti (2018)
- 30x100 - Viaggio semiserio tra Bach e Manganelli, con Ramin Bahrami (2018-2020)
- La corsa dietro il vento, drammaturgia e regia di Gioele Dix (2022)
- Ma per fortuna che c'era il Gaber, scritto e diretto da Gioele Dix (2023-2025)

## Doppiaggio
- Eric Bana in Chopper
- Johnathon Schaech in Splendidi amori
- Gosha Yuri Kutsenko in Mars - Dove nascono i sogni
- Nikolaj Lie Kaas in Open Hearts
- Wendy Anderson in Tideland - Il mondo capovolto
- John Michael Higgins in Happily Divorced

## Libri
- Il manuale del vero automobilista, Milano, Emme Edizioni, 1991, ISBN non esistente.
- Cinque Dix, Milano, Baldini+Castoldi, 1995, ISBN non esistente.
- La Bibbia ha (quasi) sempre ragione, Segrate, Mondadori, 2003, ISBN 88-04-52217-8.
- Gioele Dix e Sergio Fantoni, Edipo.com, Milano, Ubulibri, 2006, ISBN 88-7748-268-0.
- Manuale dell'automobilista incazzato, Segrate, Mondadori, 2007, ISBN 978-88-04-57379-1.
- Si vede che era destino, Segrate, Mondadori, 2010, ISBN 978-88-04-59120-7.
- Quando tutto questo sarà finito. Storia della mia famiglia perseguitata dalle leggi razziali, Segrate, Mondadori, 2014, ISBN 978-88-04-63411-9.
- Dix Libris. La mia storia sentimentale della letteratura, Roma, Rai Eri, 2018, ISBN 978-88-397-1737-5.
- La Bibbia ha (quasi) sempre ragione, Torino, Claudiana, 2018, ISBN 978-88-6898-059-7. (seconda edizione aumentata)

## Riconoscimenti
- Premio Flaiano Sezione teatro[2]
  - 2004 – Premio per l'interpretazione per Edipo.com